# 铜仁府
铜仁府，中国明朝设置的府。

铜仁府在贵州省的位置（1820年）

永乐十一年（1413年）置，治所在铜仁长官司。辖境相当今贵州省铜仁市碧江区、江口县、松桃县及万山区北部。1913年废府，降为铜仁县。

## 延伸阅读
[在维基数据编辑]
 《欽定古今圖書集成·方輿彙編·職方典·銅仁府部》，出自陈梦雷《古今圖書集成》